# Luciano Rossi (Philologe)
Luciano Rossi (* 7. Februar 1945) ist ein italienischer Literaturwissenschaftler.
Rossi war von 1980 bis 1984 Professor an der Universität Siena, und ab 1984 am Romanischen Seminar der Universität Zürich. Er ist bekannt für seine Forschung über die mittelalterliche Literatur Italiens, Frankreichs und Portugals. Er ist Mitglied der Accademia dei Lincei.